# Principio consensualistico
Il principio consensualistico è un principio giuridico enunciato dall'art. 1376 del codice civile italiano comporta che i contratti aventi ad oggetto il trasferimento della proprietà o di altri diritti (sia reali sia relativi), ovvero la costituzione, la modificazione o l'estinzione di un diritto reale limitato producono i loro effetti con il semplice consenso delle parti, legittimamente manifestato, e dunque indipendentemente dal trasferimento del possesso e dall'eventuale pagamento del corrispettivo.

## Storia
La prima codificazione del consenso traslativo risale al Code Napolèone, perché in tutti i sistemi giuridici derivati dal Diritto romano occorreva la consegna per il trasferimento della proprietà.

Per il diritto romano, si distingueva infatti tra:
- titulus adquirendi, che era l'accordo delle parti, cioè la ragione giuridica del trasferimento
- modus adquirendi, che era la consegna della cosa stessa (cd. traditio o, in tempi più remoti, mancipatio) .

Erano quindi due situazioni giuridiche diverse: la prima costituiva fonte di obbligazione di consegnare la cosa oggetto del contratto, la seconda perfezionava il contratto attuando il trasferimento della proprietà della cosa.
La Convenzione di Vienna del 1980 offre una regolamentazione uniforme ai contratti internazionali di vendita. Essa è stata ratificata dall'Italia con la legge 11 dicembre 1985, n. 765  ed il suo ambito di applicazione riguarda i contratti di compravendita di beni mobili stipulati tra contraenti aventi la loro sede in diversi Stati, sotto gli aspetti della procedura di conclusione dei contratti e degli effetti obbligatori scaturenti dai rapporti; restano esclusi altri aspetti contrattuali quali gli effetti reali, l'invalidità, i termini di prescrizione.
In particolare, la predetta Convenzione è applicabile allorché le parti contraenti appartengano a Stati aderenti, ovvero allorché le norme di diritto internazionale privato individuino comunque, quale legge disciplinatrice, quella di un Paese aderente. È da rilevare altresì che non tutti i contratti di vendita sono regolamentati dalla Convenzione, poiché dal suo ambito sono escluse ad esempio le vendite ai consumatori privati, le vendite giudiziali, le vendite che hanno ad oggetto valuta, ecc.

## Deroghe
Nei territori in cui vige la legge tavolare (tra cui nel nostro ordinamento, per il legame storico con l’impero austro-ungarico, le province di Trento e Bolzano e alcuni comuni delle province di Udine e Belluno), il perfezionamento del contratto ad effetti reali relativi a beni immobili viene ad attribuire all'avente causa solamente un diritto obbligatorio alla prestazione: il trasferimento del diritto reale si avrà solo al momento della iscrizione tavolare, all'esito del procedimento regolato oggi dalla legge generale sui libri fondiari allegata al regio decreto 499 del 1929; insegna quindi la Cassazione che il consenso manifestato dai contraenti alla stipulazione di un atto di trasferimento della proprietà o di altro diritto reale su beni immobili, ricadenti in questi territori, genera nell'acquirente un diritto di natura personale nei confronti dell'alienante e non quindi idoneo ad effettuare il trasferimento in questione.

## Ambito di applicazione

### Compravendite internazionali
La forma contrattuale più diffusa nella pratica commerciale internazionale è la compravendita: le problematiche maggiori derivano dalle differenze tra i sistemi giuridici dei vari Paesi, in quanto alcuni ordinamenti, per il trasferimento della proprietà, richiedono i requisiti del consenso delle parti, della causa e della consegna del bene oggetto del contratto (è questo il caso di nazioni quali ad esempio l'Austria, la Russia, la Spagna, i Paesi Bassi, la Svezia, l'Argentina ed i Paesi dell'ex Jugoslavia).
Altri Paesi (Italia, Francia, Norvegia, Messico, Portogallo, ecc…) richiedono invece i soli requisiti della causa e del consenso (cd. principio consensualistico). Altri infine (Germania, Brasile) ritengono necessari i requisiti del consenso e della consegna.
L'applicazione dei diversi criteri sopra elencati comporta che nei Paesi che individuano nella consegna un elemento fondamentale della compravendita, la proprietà del bene viene trasferita solo con l'effettiva datio della cosa al compratore: in termini pratici, la vendita in sé ha solo effetti obbligatori poiché, in seguito al pagamento del corrispettivo da parte dell'acquirente, determina, relativamente al venditore, l'obbligo di fare acquistare materialmente il bene al compratore; si rende dunque necessario un altro negozio traslativo, il cui perfezionamento avviene appunto tramite la consegna del bene. Ove l'alienante non dovesse prestare il suo consenso alla consegna, all'acquirente sarebbe riconosciuto il diritto di adire il giudice per ottenere una sentenza che prenda il posto del consenso non prestato (cfr. art. 2932 del Codice civile. L'applicazione di tale principio attua di fatto una tutela del proprietario – venditore, per il quale non viene meno la disponibilità del bene fino all'effettivo pagamento del prezzo.
L'applicazione del principio del consenso, per il quale, si ribadisce, la proprietà si trasferisce con la conclusione del contratto, comporta invece il fatto che l'acquirente può entrare nella materiale disponibilità del bene ancor prima del pagamento del prezzo. Tale principio riverbera i suoi effetti anche su un altro aspetto, ossia quello relativo al passaggio del rischio di perimento della res alienata. A tal proposito, occorre rilevare che nella generalità dei sistemi giuridici vige l'antica regola res perit domino, in base alla quale il venditore si assume il rischio di perimento del bene finché egli sia proprietario della cosa. L'applicazione del criterio consensualistico determinerà dunque la conseguenza che il rischio del perimento dovrà essere assunto dal compratore a partire dalla conclusione del contratto: qualora il bene dovesse deteriorarsi o addirittura andar perduto, dopo il perfezionamento del contratto e prima della consegna, ovviamente per cause non imputabili al venditore, l'acquirente dovrà comunque pagarne il prezzo.